# John Rutherfurd

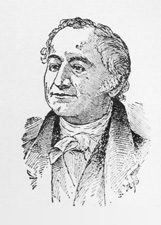
John Rutherfurd

John Rutherfurd (* 20. September 1760 in New York City; † 23. Februar 1840 in Rutherfurd, New Jersey) war ein US-amerikanischer Politiker, der den Bundesstaat New Jersey im US-Senat vertrat.

## Leben

### Herkunft
Rutherfurd entstammte einer zu jener Zeit bekannten Adelsfamilie, die aus England und Schottland in die USA eingewandert war. Er war der Sohn von Walter und Mary Rutherfurd und über seine Mutter Neffe von William Alexander, Lord Stirling. Rutherfurd war zudem mit Gilbert Elliot-Murray-Kynynmound, 1. Earl of Minto verwandt, der von 1807 bis 1813 Generalgouverneur in Indien war. Ein weiterer Verwandter Rutherfurds war William Eden, 1. Baron Auckland, der unter anderem Botschafter Großbritanniens in Spanien und den Niederlanden war.
Auch zählten amerikanische Politiker ebenfalls zu Rutherfurds entfernten Verwandten, darunter John Elliot, der von 1786 bis 1789 Gouverneur von Neufundland war, und Arthur St. Clair, der von 1799 bis 1802 Gouverneur des Nordwestterritoriums war.

### Werdegang
Nach dem Besuch der Princeton University, an der er im Jahr 1779 seinen Abschluss erlangte, studierte Rutherfurd die Rechtswissenschaften und wurde 1784 in die Anwaltskammer aufgenommen. Nach rund drei Jahren, in denen er in New York als Jurist praktiziert hatte, zog Rutherfurd 1787 auf eine Farm bei Allamuchy an der Grenze zwischen Sussex County und Warren County (New Jersey).
Seinen ersten politischen Auftritt hatte Rutherfurd nur ein Jahr später, als er 1788 einer jener Wahlmänner war, die George Washington zum ersten Präsidenten der Vereinigten Staaten wählten. Rutherfurd zählte damals zur Pro-Administration-Fraktion, aus der später die Föderalistische Partei entstand.
1788 wurde Rutherford in die New Jersey General Assembly gewählt, hatte jenes Wahlamt nur knapp ein Jahr, bis 1789 inne. 1790 kandidierte Rutherfurd mit Erfolg für das Amt eines US-Senators und zog am 4. März 1791 in den damals noch in Philadelphia tagenden Kongress ein. Obwohl er im Jahr 1796 erfolgreich wiedergewählt wurde, legte Rutherfurd sein Mandat am 5. Dezember 1798 nieder; seine Nachfolge trat Franklin Davenport an.

### Spätes Leben
Rutherfurd zog sich nach 1798 weitgehend aus der Politik zurück. Er wurde 1804 Präsident des Patentamts im östlichen Jersey, ein Amt, welches er bis zu seinem Tod, 36 Jahre später, bekleidete. 1807 übernahm er die juristische Leitung des Commissioners’ Plan von 1811, der im Jahr 1811 jenen charakteristischen Stadtplan von New York City in die Tat umsetzen sollte, den Besucher der Millionenmetropole selbst heute noch vorfinden. Auch investierte er in den Bau eines Kanals, der um 1816 den Delaware River mit dem Raritan und dem Hudson River verbinden sollte.
Ein weiteres wichtiges Projekt, in welches Rutherfurd involviert war, begann 1827 und sollte in einem sechsjährigen diplomatischen Prozess, der 1833 abgeschlossen wurde, die heute noch bestehenden Grenzen zwischen New Jersey und den Anrainerbundesstaaten New York und Pennsylvania fixieren.

### Familie und Tod
John Rutherfurd heiratete im Alter von 22 Jahren, im Jahr 1782, Helena Morris, die Tochter von Lewis Morris, einem der Unterzeichner der Unabhängigkeitserklärung. Aus der 58-jährigen Ehe gingen acht Kinder hervor. Eines von ihnen, Sohn Robert Walter Rutherfurd diente in der Abgeordnetenkammer von New Jersey. Roberts Sohn und John Rutherfurs Enkelsohn war der Astronom Lewis Morris Rutherfurd (1816–1892).
John Rutherfurd, der vom 7. März 1838 bis zu seinem Ableben das älteste noch lebende ehemalige Mitglied des US-Senats war – seine Amtszeit endete 41 Jahre zuvor – starb im Alter von 80 Jahren. Sein Grab befindet sich heute in Belleville (New Jersey).

## Vermächtnis
Jene Farm, die die Rutherfurds bewirtschaften, entwickelte sich bald zu einer Stadt, die ursprünglich auch zu Ehren des US-Politikers Rutherfurd getauft wurde. Doch aus dem U entwickelte sich im allgemeinen Sprachgebrauch bald ein O. Als 1876 Rutherford B. Hayes zum US-Präsidenten gewählt wurde, nahmen die Stadtväter der Stadt Rutherfurd dies zum Anlass, den Namen der Stadt auf Rutherford zu ändern. Heute zählt die Kleinstadt rund 17.600 Einwohner.